# Tim Page
Tim Page (25. května 1944, Royal Tunbridge Wells, Spojené království – 24. srpna 2022, Bellingen, Nový Jižní Wales, Austrálie) byl britsko-australský fotožurnalista, který se proslavil válečnými fotografiemi během války ve Vietnamu. Procestoval celou Evropu, Pákistán, Indii, Barmu, Thajsko a Laos a později se usídlil v Brisbane v Austrálii, kde byl profesorem fotožurnalistiky na Griffithské univerzitě.

## Životopis
Page se narodil 25. května 1944 v Tunbridge Wells v Kentu. V roce 1962 opustil Anglii a vydal se po souši přes Evropu, Pákistán, Indii, Barmu, Thajsko a Laos. Bez peněz v Laosu našel práci jako zemědělský poradce pro USAID. Začal pracovat jako novinářský fotograf v Laosu pro UPI a AFP, poté, co se sám naučil fotografovat. Jeho exkluzivní fotografie pokusu o státní převrat v Laosu v roce 1965 pro UPI mu zajistily pracovní místo v saigonské kanceláři tiskové agentury. Je vyzdvihován za svou práci akreditovaného novinářského fotografa na volné noze ve Vietnamu a Kambodži v 60. letech minulého století a také si našel čas na dokumentaci šestidenní války na Středním východě v roce 1967. Kvůli zážitku blízké smrti na počátku 60. let 20. století začal svůj život vnímat jako „volný čas“. To ho vedlo k fotografování v nebezpečných situacích, kam by se jiní novináři neodvážili. Podobně byl Page uchvácen vzrušením a půvabem válčení, což přispělo ke stylu fotografií, pro který je uznávaný.
Koncem roku 1965 Page sdílel dům na 47 Bui Thi Xuan v Saigonu s Leonardem Caparrosem a dalšími korespondenty Simonem Dringem, Martinem Stuart-Foxem a Stevem Northupem, známým jako „Frankieho dům“ po domácím vietnamském domovníkovi. Frankie's House se stal společenským klubem pro skupinu korespondentů mezi úkoly v terénu a jejich přátel, kteří tam užívali velké množství drog. Sám Page se drogové kultuře nevyhýbal, během svého pobytu ve Vietnamu se touto tematikou zabýval a věnoval jí velkou část své knihy Page after Page (Stránka za stránkou). Michael Herr v knize Dispatches psal o Pageovi jako o „nejextravagantnějším“ z „extrémních šílenců pobíhajících po Vietnamu“, což je ve většině ohledů způsobeno množstvím drog, které rád bral. Jeho neobvyklá osobnost byla součástí inspirace pro postavu novináře, kterou hraje Dennis Hopper ve filmu Apocalypse Now.
V roce 1965, krátce poté, co Page poprvé publikoval v časopise Life, natočil Erik Durschmied The Mills of the Gods: Vietnam pro seriál CBC Document. Během tří týdnů natáčení Durschmied onemocněl, Page byl najat, aby pokračoval, dokud nebude Durschmied zpět v plném zdraví. Asi 25 % dokumentu natočil Page, natočil 850 stop filmu, na finální odvysílaný film jich bylo použito 450. V době, kdy bylo protiválečné hnutí v plenkách, film otevřel rozhovory po celém světě. V roce 1966 získal film Cenu George Polka za nejlepší televizní dokument a Kanadskou filmovou cenu za film roku.
Page byl čtyřikrát zraněn při akci. Poprvé v září 1965, byl v Chu Lai, kde byl zasažen šrapnelem do nohou a žaludku; podruhé v Danangu během buddhistických nepokojů (1966), kde utrpěl další šrapnelové rány do hlavy, zad a paží; potřetí v srpnu 1966 v Jihočínském moři, kde byl na palubě kutru pobřežní stráže Point Welcome, když byla mylně považována za loď Viet Congu, a piloti amerického letectva zaútočili na plavidlo a nechali Page zmítaného na moři s více než dvě stě ranami. Naposled v dubnu 1969 Page vyskočil z helikoptéry, aby pomohl naložit zraněné vojáky. Ve stejnou chvíli seržant šlápl na minu poblíž a poslal Pageovi do hlavy 2-palcový šrapnel. Tento výčet zranění vedl jeho kolegy z oboru k vtipkování, že se nikdy nedožije 23 let. Další rok strávil ve Spojených státech, kde absolvoval rozsáhlou neurochirurgickou operaci. Během zotavování se úzce zapojil s vietnamskými veterány proti válce a pracoval jako pečovatel o amputované, traumaticky šokované a vystresované mladé muže. Jedním z nich byl Ron Kovic. V té době se s Kovicem a Pagem přátelil také Richard Boyle.
Dne 9. prosince 1967 byl Page zatčen v New Haven ve státě Connecticut spolu s dalšími novináři Mikem Zwerinem a Yvonnou Chabrierovou na nechvalně známém koncertu rockové skupiny Doors, kde byl na pódiu zatčen zpěvák Jim Morrison. Obvinění proti všem čtyřem byla stažena pro nedostatek důkazů.
V 70. letech Page pracoval jako fotograf na volné noze pro hudební časopisy jako Crawdaddy a Rolling Stone. V lednu 1973 Page trávil čas s Billem Cardosem a Hunterem S. Thompsonem, který dokumentoval Super Bowl VII. Page fotografoval Thompsona, jak jezdí na Black Shadow Motorbike, ale členové Rolling Stone ztratili negativy. Rolling Stone chtěli, aby se v roce 1975 Page vrátil s Thompsonem do Vietnamu , ale Thompson řekl, že Page je příliš šílený. Během Pageova zotavování na jaře 1970 se dozvěděl o dopadení svého nejlepšího přítele, spolubydlícího a kolegy fotožurnalisty Seana Flynna v Kambodži. V průběhu 70. a 80. let se pokoušel odhalit Flynnův osud a místo posledního odpočinku a chtěl postavit památník všem, kteří byli v médiích zabiti nebo zmizeli ve válce. To ho vedlo k založení nadace Indochina Media Memorial Foundation a zrodila se myšlenka knihy Requiem, kterou editoval kolega z vietnamské války Horst Faas. Pageovo pátrání po objasnění záhady Flynnova osudu pokračovala; ještě v roce 2009 byl zpět v Kambodži a stále hledal místo Flynnových ostatků.
Pageova kniha Requiem obsahuje fotografie pořízené všemi fotografy a novináři zabitými během vietnamských válek proti Japoncům, Francouzům a Američanům. Requiem se od počátku roku 2000 stalo putovní fotografickou výstavou umístěnou pod správu Mezinárodního muzea fotografie a filmu George Eastman House. Výstava byla prezentována ve vietnamském muzeu válečných pozůstatků v Ho Či Minově Městě a také v New Yorku, Chicagu, Atlantě, Washingtonu, Tokiu, Hanoji, Lausanne a Londýně. V roce 2011 byla vybrána jako hlavní výstava měsíce fotografie Asie v Singapuru.
Page byl námětem mnoha dokumentů a dvou filmů a autorem mnoha knih. Žil v Brisbane v Austrálii, poté, co opustil válečnou fotografii. Byl mimořádným profesorem fotožurnalistiky na Griffithově univerzitě.
Při záplavách v Queenslandu v letech 2010–2011 byly Pageovy archivy v jeho suterénu poškozeny, což v té době zdůraznilo potřebu dlouhodobějšího domova pro to, co odhadoval na tři čtvrtě milionu snímků nashromážděných za jeho 45letou kariéru.
Tim Page zemřel na rakovinu jater ve svém domě v Novém Jižním Walesu dne 24. srpna 2022 ve věku 78 let.

## Vybrané knihy
- Tim Page's Nam (1983)
- Sri Lanka (1984)
- Ten Years After: Vietnam Today (1987)
- Page after Page: Memoirs of a War-Torn Photographer (1988)
- Derailed in Uncle Ho's Victory Garden (1995)
- Mid Term Report (1995)
- Requiem (1997)
- The Mindful Moment (2001)
- Another Vietnam (2002)

## Vybrané filmy o Tim Pageovi
- Darkness at the Edge of Town, 1991
- Frankie's House, 1992
- Vietnam's Unseen War (Pictures from the Other Side)
- Mentioned in Dispatches (BBC Arena, 1979)